# Mundare
Mundare är en ort i Kanada.   Den ligger i provinsen Alberta, i den centrala delen av landet, 2 800 km väster om huvudstaden Ottawa. Mundare ligger 687 meter över havet och antalet invånare är 855.
Terrängen runt Mundare är mycket platt. Trakten runt Mundare är nära nog obefolkad, med mindre än två invånare per kvadratkilometer..
Trakten runt Mundare består till största delen av jordbruksmark.